# El Valle
El Valle er en kommune i det sydøstlige Spanien i provinsen Granada. Den har et indbyggertal på 937 (2024) indbyggere.